# 末松勇人
末松 勇人（すえまつ はやと、1982年7月22日 - ）は、大分県出身の元プロバスケットボール選手である。

## 来歴
大分舞鶴高校から専修大学を経て、2005年に大分ヒートデビルズに入団。
2006年、現役引退。
2009年現在、歴代の球団所属選手で唯一の地元大分出身者である。
引退後は大分ヒートデビルズバスケットボールスクールのコーチを経て、島根スサノオマジックのスクール統括マネージャーを務めている。
2014-15シーズン途中より、島根スサノオマジックゼネラルマネージャー就任。

## 経歴
- 大分舞鶴高 - 専修大学 - 大分（2005年〜2006年）